# Berloz
Berloz (prononcer [bɛʁlo] ; en wallon Bièrlô) est une commune francophone de Belgique située en Région wallonne dans la province de Liège, ainsi qu'une localité où siège son administration.
Située en Hesbaye, entourée par les champs, Berloz est la plus petite commune de l’arrondissement de Waremme (1 449 ha). Elle est essentiellement rurale et née de la fusion des anciennes communes de Berloz, Corswarem et Rosoux-Crenwick en 1977.
Avant 1963 et le tracé de la frontière linguistique, toute une partie de la commune était flamande (notamment le village de Corswarem). Bien que la commune soit francophone, une petite minorité (des personnes âgées essentiellement) parle toujours le néerlandais surtout dans le quartier de Hasselbrouck et de Rosoux-Gare (Roost-Statie).
On croit souvent que Berloz fait partie de la commune de Waremme, à cause de sa petite taille, du fait qu'il n'y a pas grand-chose dans le village et de sa proximité avec la ville de Waremme, mais c'est bel et bien une commune à part entière.
Le village est fort axé vers le développement durable (avec son parc d'éoliennes) et vers le développement local tant culturel qu'économique (via l'ADL).

## Géographie

### Sections
| # | Nom             | Superf. (km²) | Habitants (2020) | Habitants par km² | Code INS |
| - | --------------- | ------------- | ---------------- | ----------------- | -------- |
| 1 | Berloz          | 5,24          | 1.321            | 252               | 64008A   |
| 2 | Rosoux-Crenwick | 4,81          | 741              | 154               | 64008B   |
| 3 | Corswarem       | 4,46          | 1.073            | 241               | 64008C   |

### Communes limitrophes
|          | Gingelom |         |
| Gingelom | Berloz   | Waremme |
|          | Geer     |         |

### Quartiers et lieux-dits
La commune se divise en petits quartiers et lieux-dits :
Berloz
- Berloz-centre ;
- Willine ;
- L'Espinette ;
- Le Brouck ;
- Les Trois-Chênes ;
- Longchamps (proximité de Petit-Axhe) ;
- La Wérick (proximité de Waremme).

Corswarem
- Corswarem-centre ;
- Quartier de la gare;
- Quartier de l'église ;
- Quartier du moulin ;
- Hasselbrouck.

Rosoux-Crenwick
- Rosoux-village ;
- Rosoux-gare (Roost-Station) ;
- Le Congo ;
- Hameau de Crenwick.

### Hydrographie
Le village est traversé par le ruisseau de la Mule qui alimente l'étang situé dans le parc communal.

## Démographie

### Démographie: Avant la fusion des communes
- Source: DGS recensements population

### Démographie: Commune fusionnée
En tenant compte des anciennes communes entraînées dans la fusion de communes de 1977, on peut dresser l'évolution suivante:
Les chiffres des années 1831 à 1970 tiennent compte des chiffres des anciennes communes fusionnées.
- Source: DGS , de 1831 à 1981=recensements population; à partir de 1990 = nombre d'habitants chaque 1 janvier[2]

## Héraldique
|  | La commune possède des armoiries dont la date d'octroi ne semble pas connue. Elles sont inspirées de celles de la famille Berlo qui a joué un rôle important dans la commune avant 1879. Blasonnement : Parti: à dextre, d'or à deux fasces de gueules; à senestre, de gueules à une épée d'argent garnie d'or, posée en pal, la pointe en bas et senestrée d'une rose du même. Source du blasonnement : Heraldy of the World. |

## Politique et administration

### Collège et conseil communal 2024-2030
Ci-dessous, le tableau des résultats des élections communales de 2024.
| Parti | Parti    | Voix (2024) | Voix (2018) | % (2024) | % (2018) | +/-   | Sièges | +/- | Collège |
| ----- | -------- | ----------- | ----------- | -------- | -------- | ----- | ------ | --- | ------- |
|       | ENSEMBLE | 795         | -           | 37,34%   | -        | 0.0 % | 5 / 13 | 5.0 | Oui     |
|       | IC       | 898         | 1.050       | 42,18%   | 51,78%   | 9.6 % | 6 / 13 | 2.0 | Oui     |
|       | Qualia   | 436         | -           | 20,48%   | -        | 0.0 % | 2 / 13 | 2.0 | Non     |
|       | ECOLO    | -           | 403         | -        | 19,87%   | 0.0 % | - / 13 | 2.0 | Non     |
|       | PS-#     | -           | 575         | -        | 28,35%   | 0.0 % | - / 13 | 3.0 | Non     |
| Total | Total    | 2 129       | 2 028       | 100 %    | 100 %    |       | 13     |     |         |

| Collège communal   |                       |                                  |
| ------------------ | --------------------- | -------------------------------- |
| Bourgmestre        | Alain Happaerts       | Les Engagés - Intérêts Communaux |
| 1er Échevin        | Christophe ben Moussa | ENSEMBLE                         |
| 2e Échevin         | Kevin Caprasse        | Intérêts Communaux               |
| 3e Échevine        | Béatrice Moureau      | PS - Intérêts Communaux          |
| Présidente du CPAS | Isabelle Samedi       | ENSEMBLE                         |

### Liste des bourgmestres depuis 1830
- Michel Jadoul, de 2007 à 2012, (IC).
- Joseph Dedry, de 2013 à 2018, (IC).
- Béatrice Moureau, de 2019 à 2024, (IC).
- Alain Happaerts, de 2024 à aujourd'hui, (IC)

### Jumelage
Berloz est Jumelée avec  Verzenay (France).

## Patrimoine et culture

### Patrimoine architectural

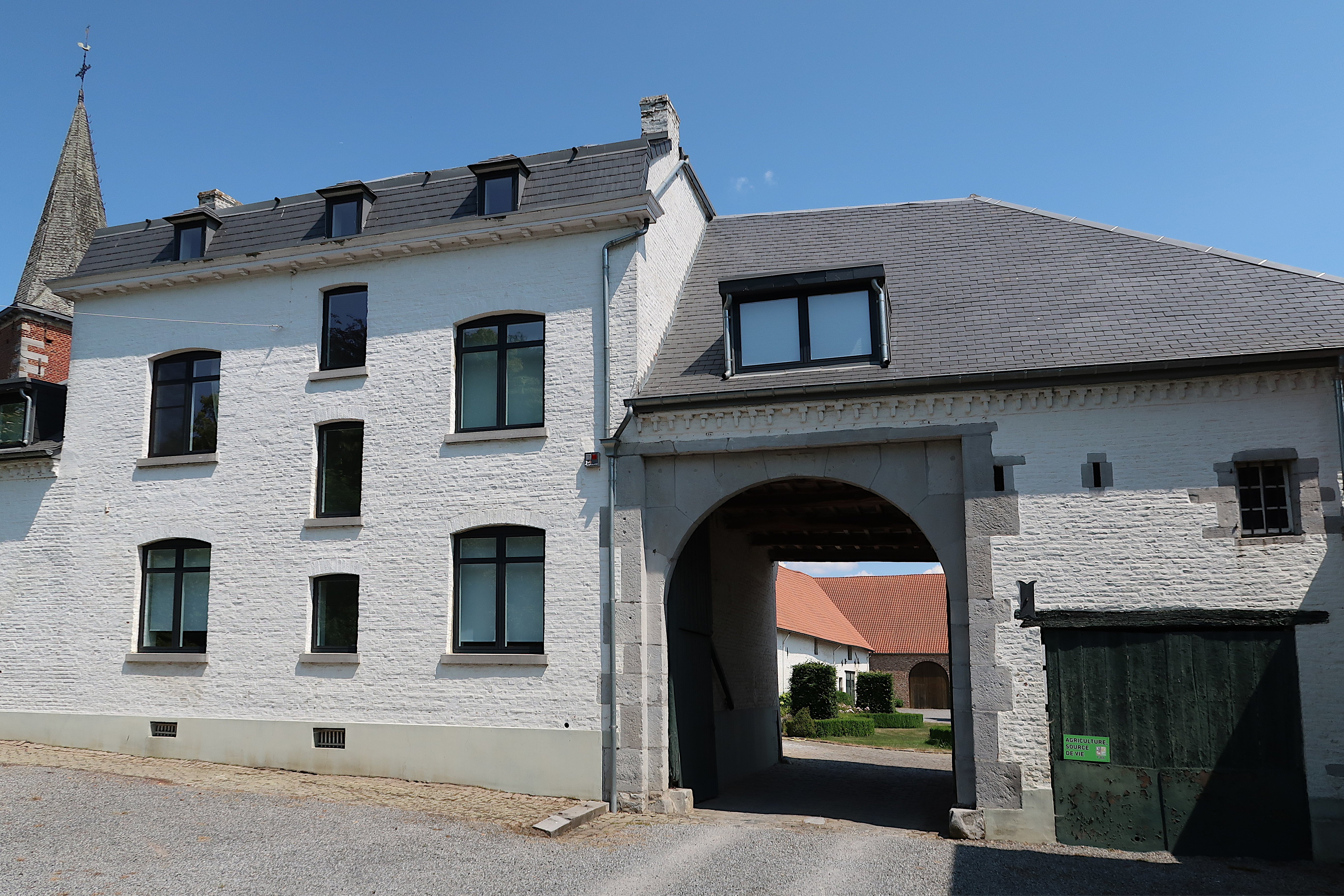
Ferme Castrale en Berloz sur un noyau de 1616.
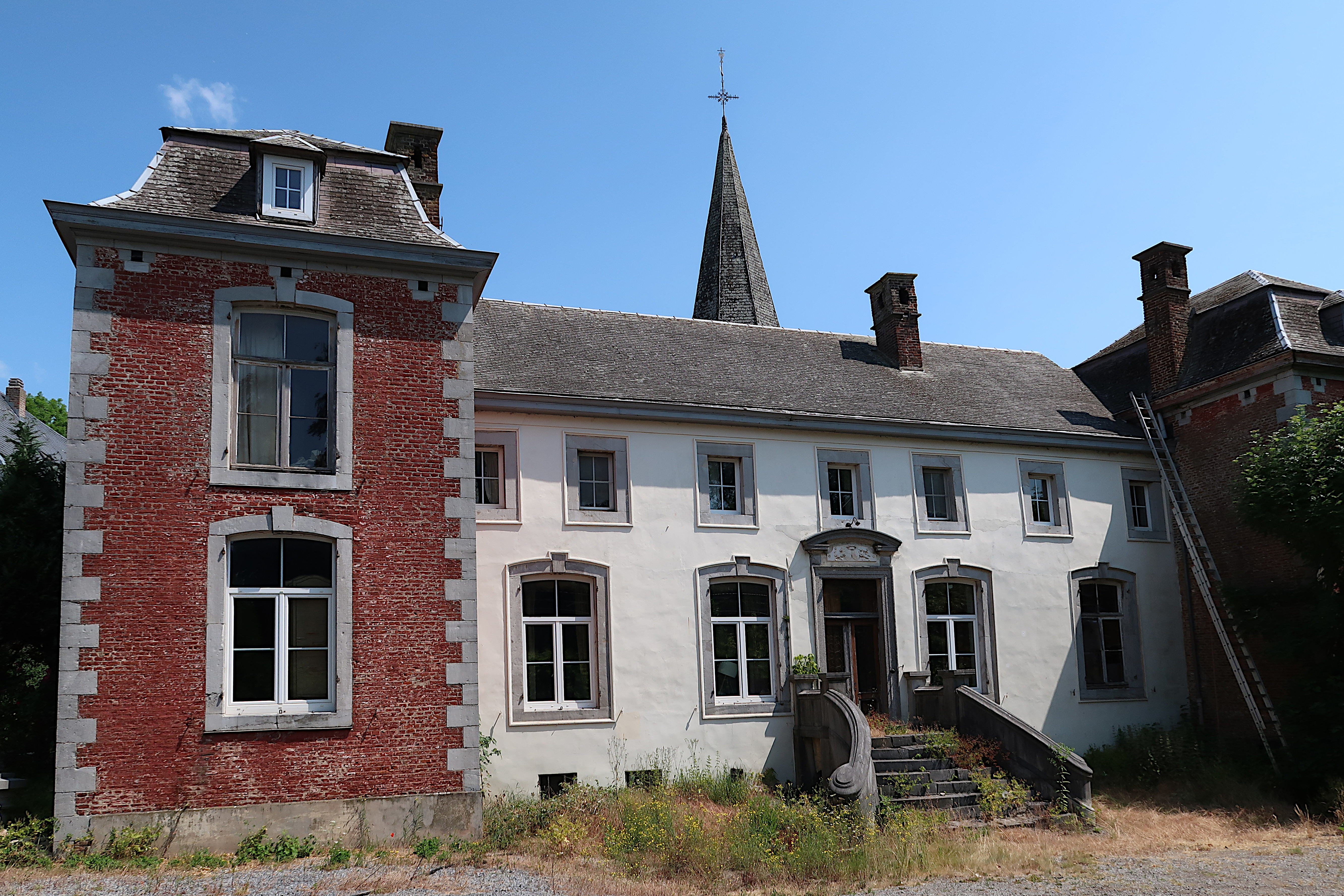
Château de Berloz; première mention comme une forteresse en 1180.
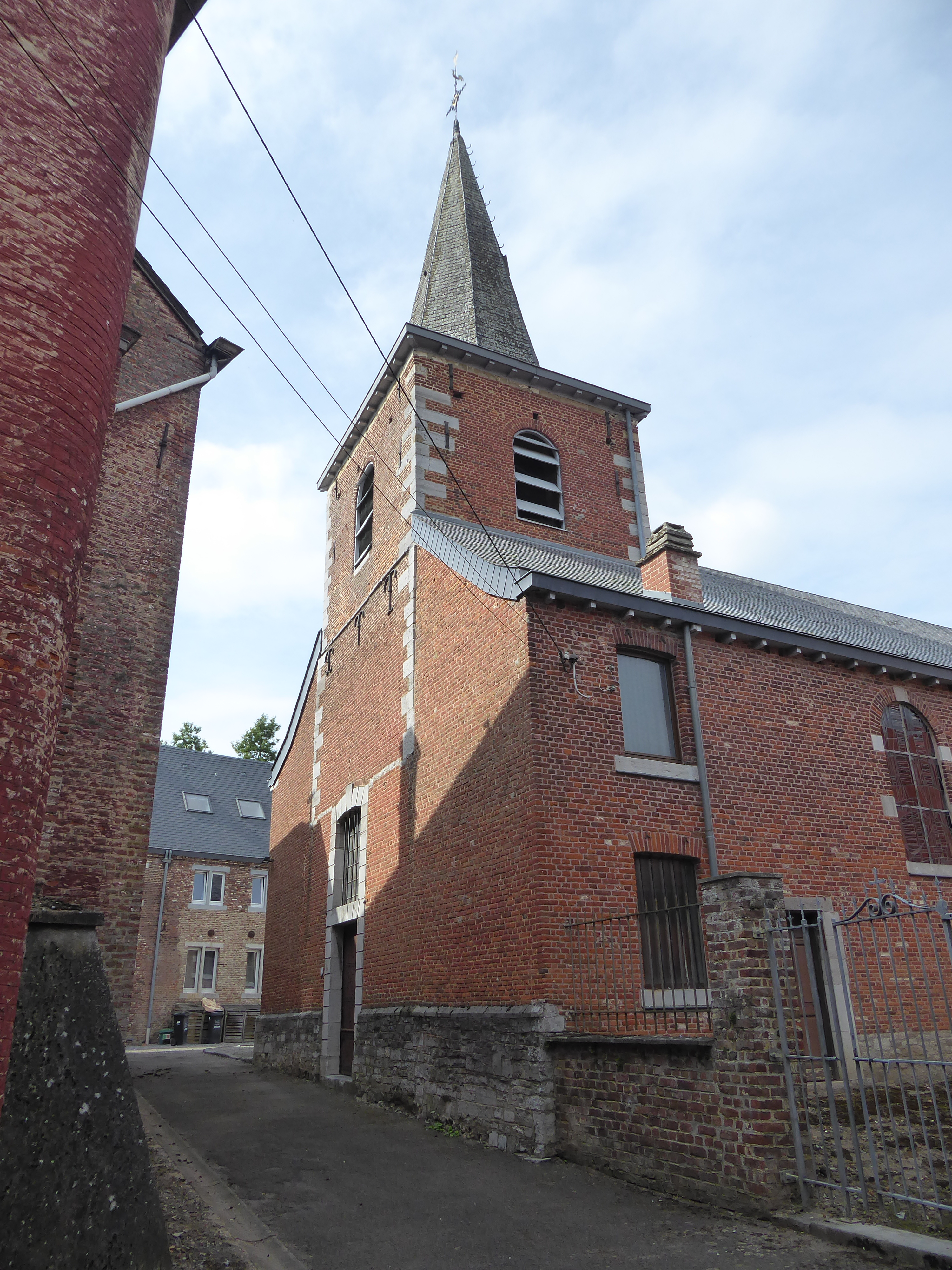
Église Saint-Lambert de Berloz.
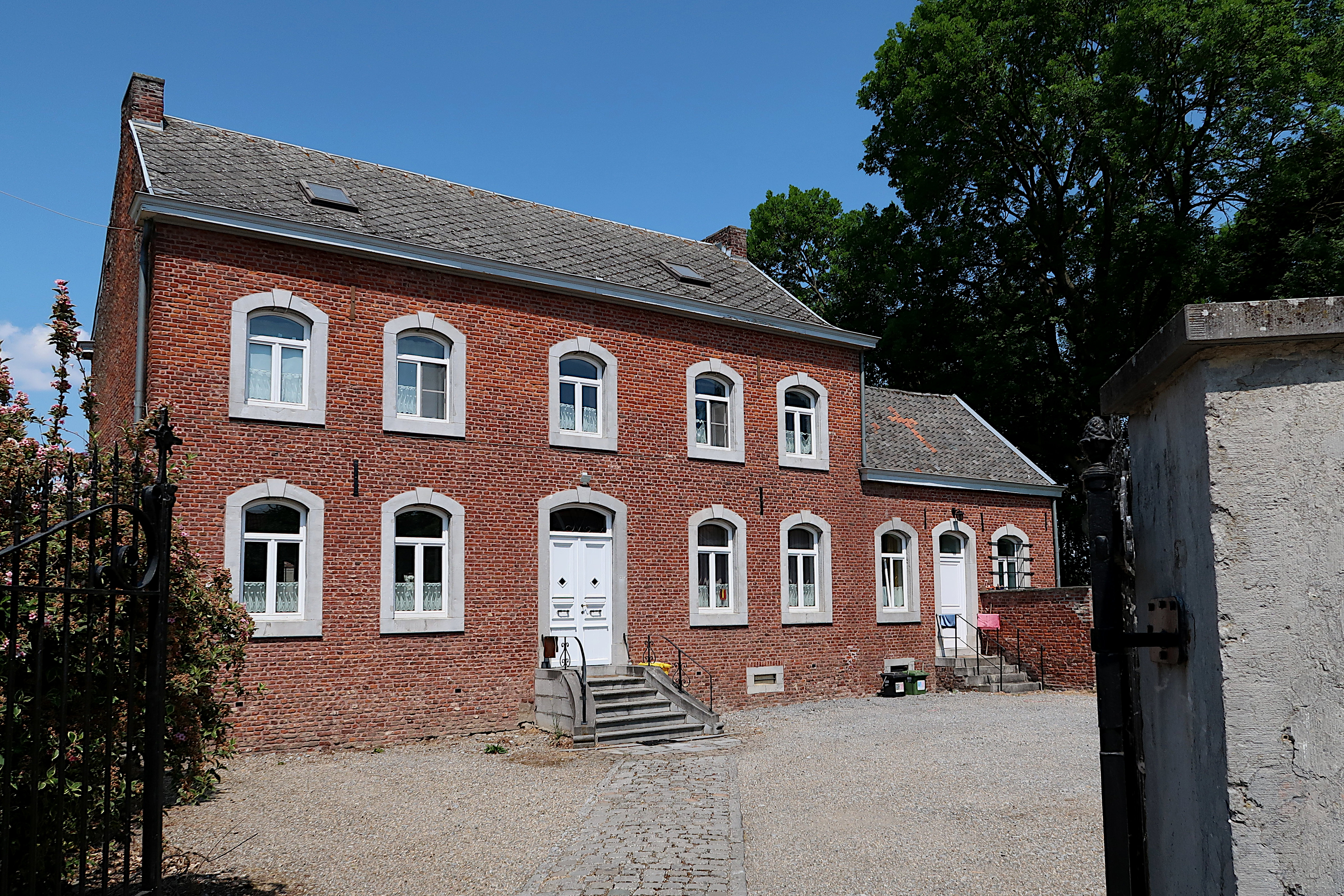
Presbytère de 1767.

## Berloziens célèbres
- Réginal Goreux (footballeur, international haïtien).
- Ludivine Henrion (cycliste, championne de Belgique)[6].
- Richard Orban (lieutenant de l'Armée secrète mort en service commandé)[7],[8],[9].
- Pascal Renier (footballeur, ancien international).
- Joseph Wauters (homme politique belge né à Rosoux-Crenwick le 8 novembre 1875 et décédé le 30 juin 1929).